# English Club TV
English Club TV – edukacyjna stacja telewizyjna poświęcona nauce języka angielskiego.
Programy językowe na kanale tworzone są dla widzów na różnych poziomach zaawansowania i prowadzone przez native speakerów oraz opatrzone napisami dla utrwalenia słownictwa i pisowni. Stacja emituje programy rozrywkowe, edukacyjne i informacyjne. Oferta składa się z różnych poziomów nauki języka: dla dzieci, poziom podstawowy, średni, średnio zaawansowany i zaawansowany. Dodatkowo stacja emituje napisy na ekranie w systemie Closed Captioning w różnych językach: niemieckim, francuskim, czeskim, słowackim, litewskim, białoruskim i w polskim.
Kanał dystrybuowany jest w Europie, Azji, Bliskim Wschodzie, Ameryce Łacińskiej i Południowej oraz w Afryce. W Polsce dostępna jest w ofercie sieci kablowych i IPTV (m.in. Toya, Tesat, East&West, Elsat).